# Senemut
Senemut (també escrit Senenmut, Senmut o Senmout) fou un arquitecte i oficial de la dinastia XVIII de l'antic Egipte, al servei de la reina Hatshepsut, de la que alguns pensen que fou l'amant. Els seus principals càrrecs els va exercir quan la reina fou coronada faraó vers el 1475 aC. El seu nom es tradueix literalment com "germà de la mare".

## Família
Senemut era fill de Ramose (pare) i Hatnofer (mare, també anomenada "Hatnefret") i va néixer a Iuny (modern Armant). Es coneix que Senemut va tenir tres germans—Amenemhet, Minhotep i Pairy—i dos germanes—Ahhotep i Nofrehor respectivament. No obstant això, només s'anomena a Minhotep a fora de la capella TT71 i a la tomba TT353, en un inventari de la tapa d'un cofre que es troba a la cambra funerària de Ramose i Hatnofer.
Hi ha més informació de Senemut en comparació amb altres egipcis no reials gràcies al fet que es va descobrir intacta la tomba conjunta dels seus pares (construcció que va supervisar el mateix Senemut), descobriment efectuat a mitjans del 1930 i preservada pel Museu Metropolità. Christine Meyer ha ofert proves concloents per demostrar que Senemut fou solter tota la seva vida: per exemple, Senemut es retrata a sol amb els seus pares en les esteles funeràries de les seves tombes; ell es representava per si sol, en lloc de amb una dona, a la vinyeta del capítol 110 del Llibre dels morts a la tomba 353 i, finalment, era un dels propis germans d'ell, i no un dels seus fills, el que es va encarregar de la l'execució dels ritus funeraris de Senemut.

## Vida

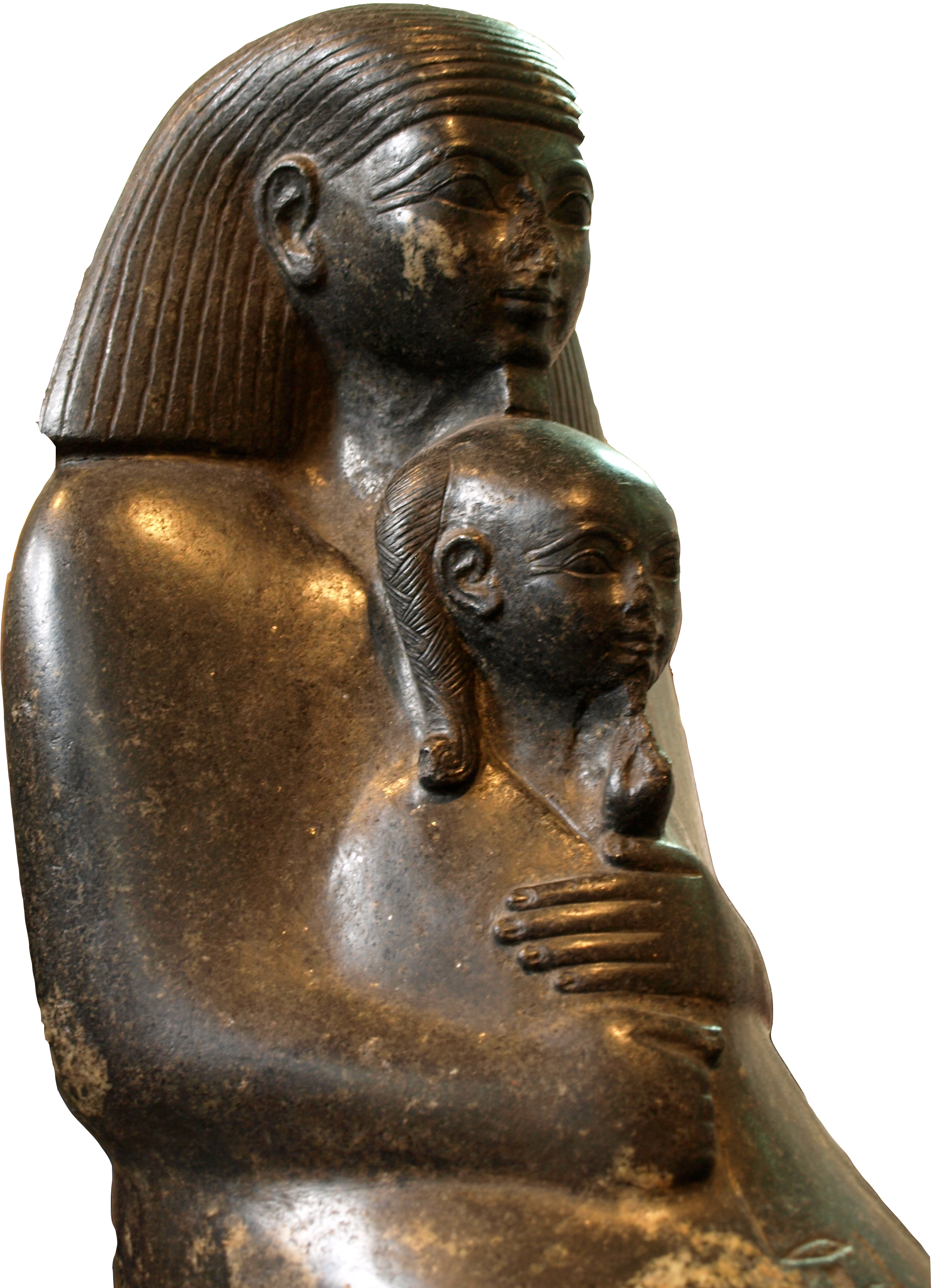
Senemut assegut sostenint la princesa Neferure en els seus braços, en exhibició al Museu Britànic

Senemut entra per primera vegada al registre històric a nivell nacional com "l'Administrador de l'esposa del déu" (Hatshepsut) i "Administrador de la filla del rei" (Neferure). Alguns egiptòlegs col·loquen l'entrada de Senemut en servei real durant el regnat de Tuthmosis I, però és molt més probable que es produís durant el regnat de Tutmosis II o mentre Hatshepsut encara era regent i no faraó. Després d'Hatshepsut va ser coronada faraó, i a Senemut li van donar més títols prestigiosos i es va convertir en majordom major del rei (en aquest cas, de la reina).
L'administrador reial va supervisar l'extracció, el transport i el muntatge de dos obeliscs bessons, que en aquell moment eren els més alts del món, destinats a l'entrada del temple de Karnak. La Capella Roja de Karnak, o la Chapelle Rouge, va ser concebuda com un santuari i originalment s'hi trobava entre els dos obeliscs. Els obeliscs de Hatshepsut restants van ser erigits durant l'Any Quinze com a part del "Festival Heb Sed", un segueix en peu al temple de Karnak, mentre que l'altre està a trossos després d'haver caigut fa molts segles.
S'afirma que Senemut fou el principal arquitecte de les obres de Hatshepsut a Deir el-Bahari. El projecte de construcció que fou l'obra mestra de Senemut va ser el complex del temple mortuori de Hatshepsut a Deir el-Bahari. Va ser dissenyat i construït per Senemut en un indret de la riba oest del Nil, prop de l'entrada a la Vall dels Reis. El punt central va ser el temple funerari Djeser-Djeseru o "el Sublim de la Sublims"- ('Sant dels més Sagrats'), una estructura amb columnes de perfecta harmonia construïda gairebé mil anys abans que el Partenó. Djeser-Djeseru es troba damunt d'una sèrie de terrasses que una vegada van ser agraciats amb jardins. Està construïda a sobre d'un penya-segat. Djeser-Djeseru i els altres edificis del complex de Deir el-Bahri són considerades una de les grans construccions del món antic. El disseny del complex es creu que es deriva del temple funerari de Mentuhotep II, que es va construir gairebé 500 anys abans de Deir-el-Bahri, prop de Tebes. La importància de Senemut a la cort real en virtut d'Hatshepsut és inqüestionable:
| « | "Ell era capaç de prioritzar les obres de construcció de Sheikh Abd el-Qurna i de Deir el Bahri abans que l'excavació de la seva pròpia capella i cambra funerària". | » |

La tomba tebana de Senemut, la número 71, es va iniciar a finals de l'any 7, "poc després de l'adhesió de Hatshepsut, la mort de Hatnofer, i l'internament de Hatnofer amb les restes exhumades de diversos membres de la família", mentre que la "excavació a la capella semblava haver continuat fins al final de l'Any 7 "del regne de la dona faraó. La tomba de Senemut sembla haver gaudit favor de Hatshepsut i "la seva interpretació en els relleus de Punt sens dubte són posterior a l'Any 9" del regnat de Hatshepsut.
El mapa de les estrelles més antic conegut d'Egipte es troba representat a una part principal d'una decoració de la tomba de Senemut. El sostre astronòmic a la tomba de Senemut (TT 353) es divideix en dues seccions que representen els cels del nord i del sud. Això indica una altra dimensió de la seva carrera, el que suggereix que era un antic astrònom també.

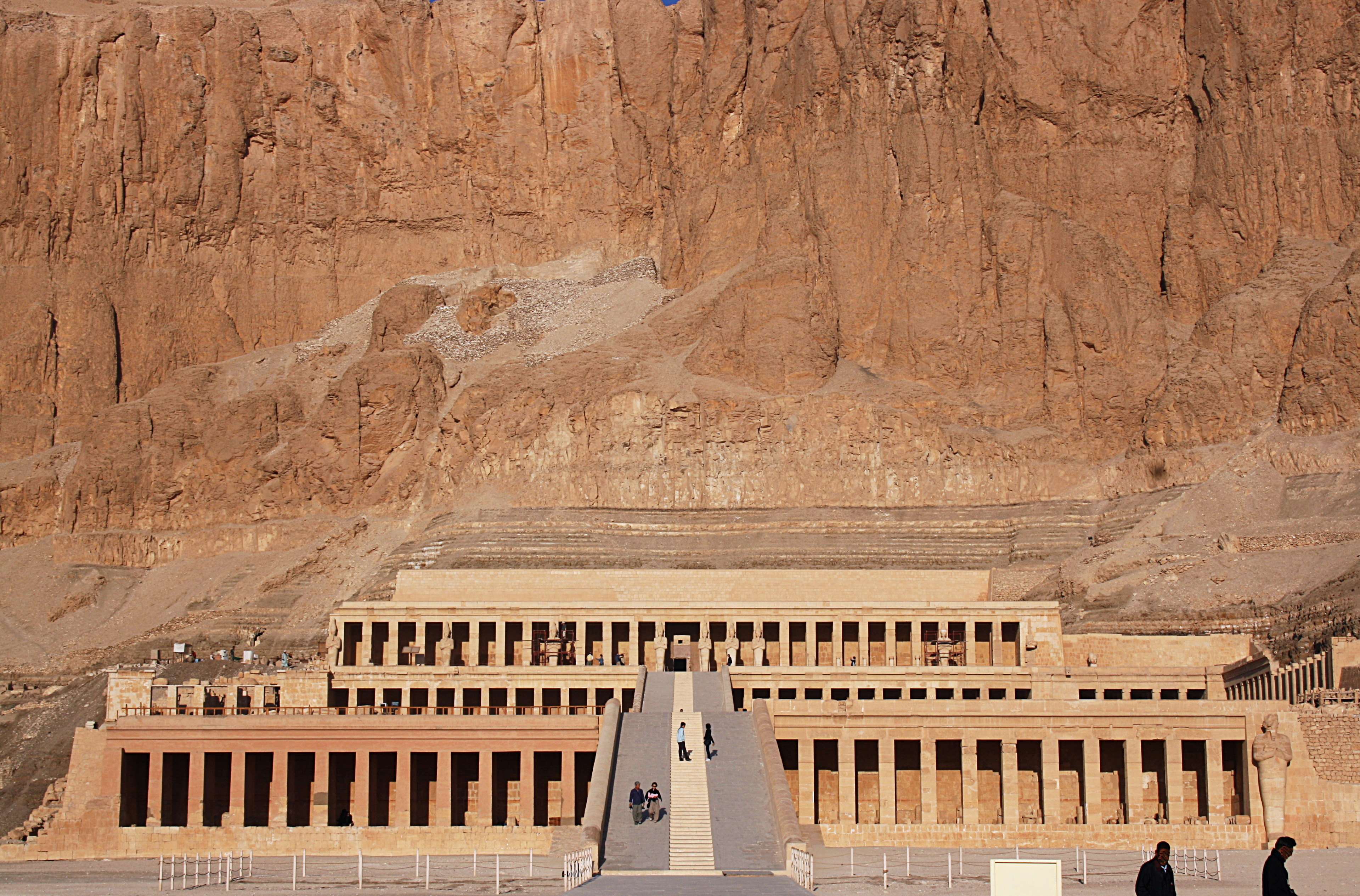
Temple de Djeser-Djeseru

Alguns egiptòlegs han teoritzat que Senemut era l'amant de Hatshepsut. Els fets que normalment es citen per donar suport a la teoria són que Hatshepsut va permetre que Senemut col·loqués el seu nom i una imatge de si mateix darrere d'una de les portes principals a Djeser-Djeseru, i la presència d'un graffiti en una tomba inacabada utilitzat com a lloc de descans per als treballadors de Djeser-Djeseru que representen un mascle i un hermafrodita amb vestimenta faraònica practicant un acte sexual explícit.
Tot i així, encara no se sap on està enterrat, Senemut tenia una capella i una tomba construïda per a ell, respectivament, la tomba TT71, i la tomba TT353, que conté un famós sostre d'estrelles, a prop del temple a Deir el-Bahari i, tanmateix, prop del temple mortuori de Hatshepsut. Tots dos van ser objecte de vandalisme en gran manera durant el regnat de Tutmosis III, potser durant la campanya d'aquest per erradicar tot rastre de la memòria de Hatshepsut (ni la tomba d'ella per si era completa com s'esperaria d'una tomba egípcia per a una persona d'alt nivell). TT71 és una típica capella de tomba tebana, però no té cambres funeràries. TT353 és totalment subterrània sense cap capella de superfície. Les dos tombes es complementen entre si.

## Galeria d'imatges

### Ostrakon representant Senemut

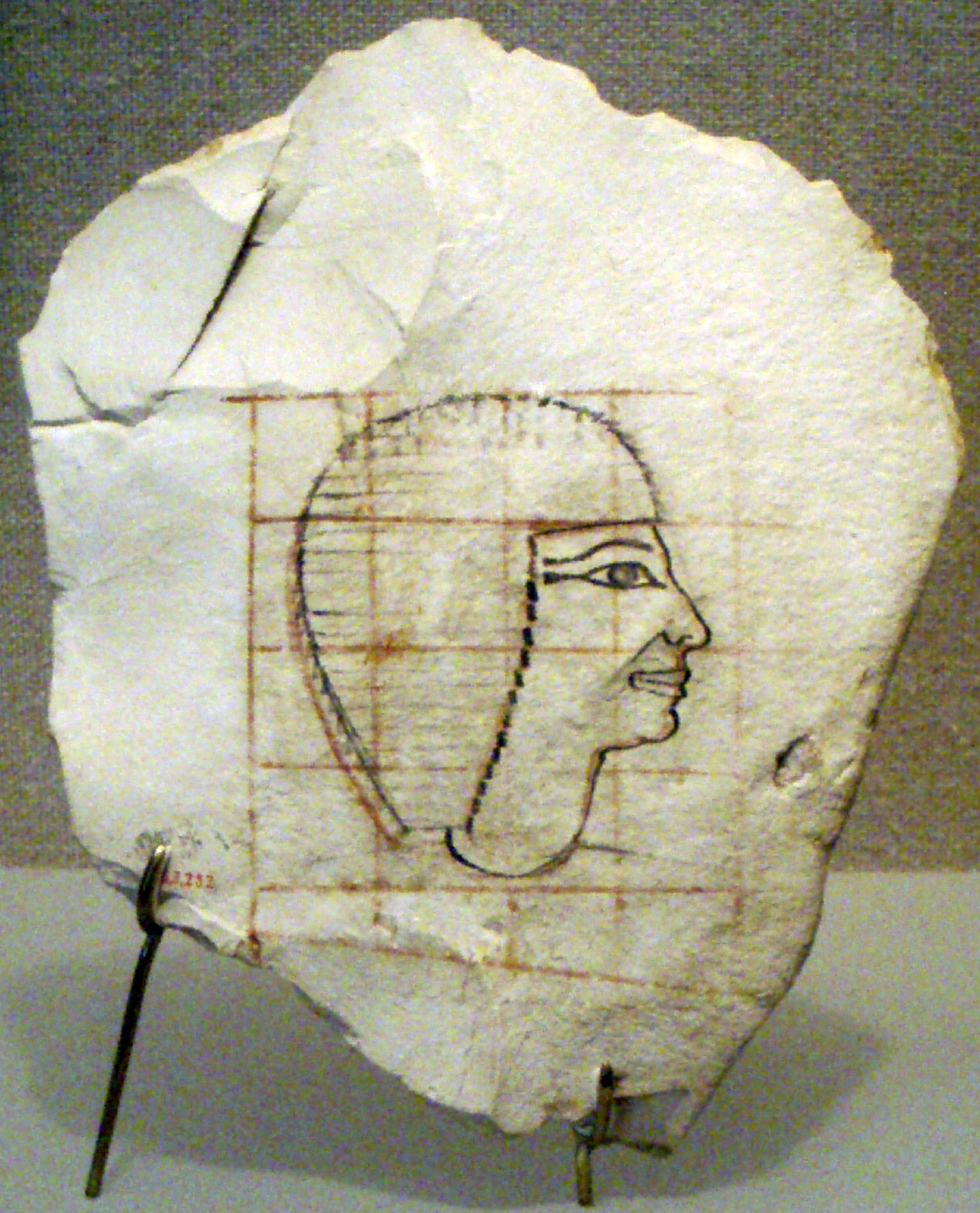
Ostrakon trobat sota de la capella de la tomba de Senemut (SAE 71), pensat per representar al seu perfil.
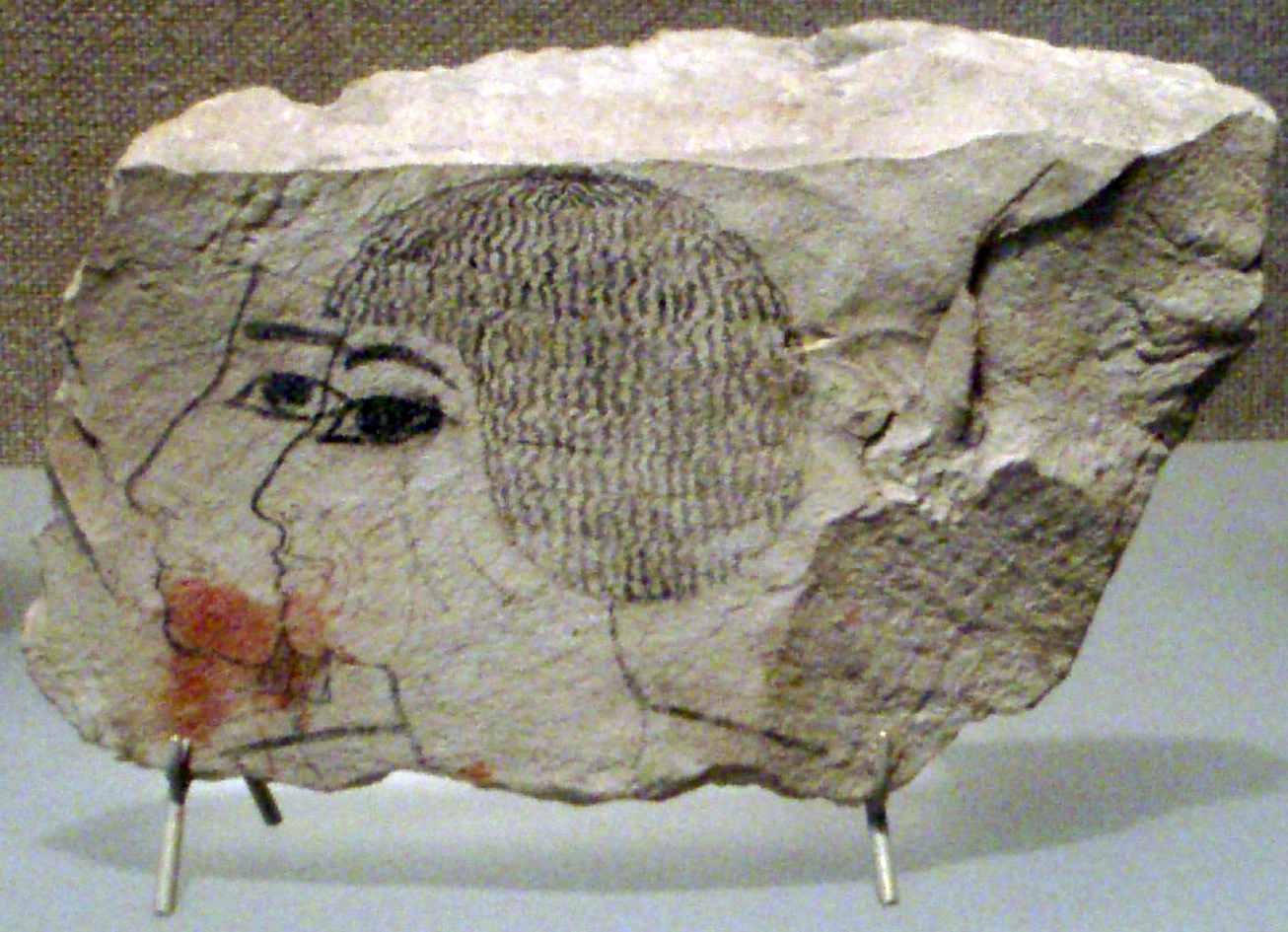
Ostrakon trobat sota la capella de la tomba de Senemut (SAE 71), pensat per representar el seu doble perfil.
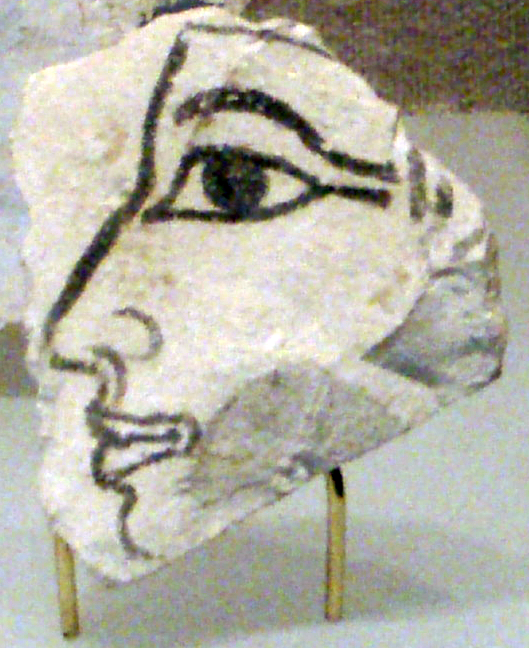
Ostrakon trobat sota la capella de la tombra de Senemut (SAE 71), pensat per representar el seu perfil.

### Les obres de les seves tombes

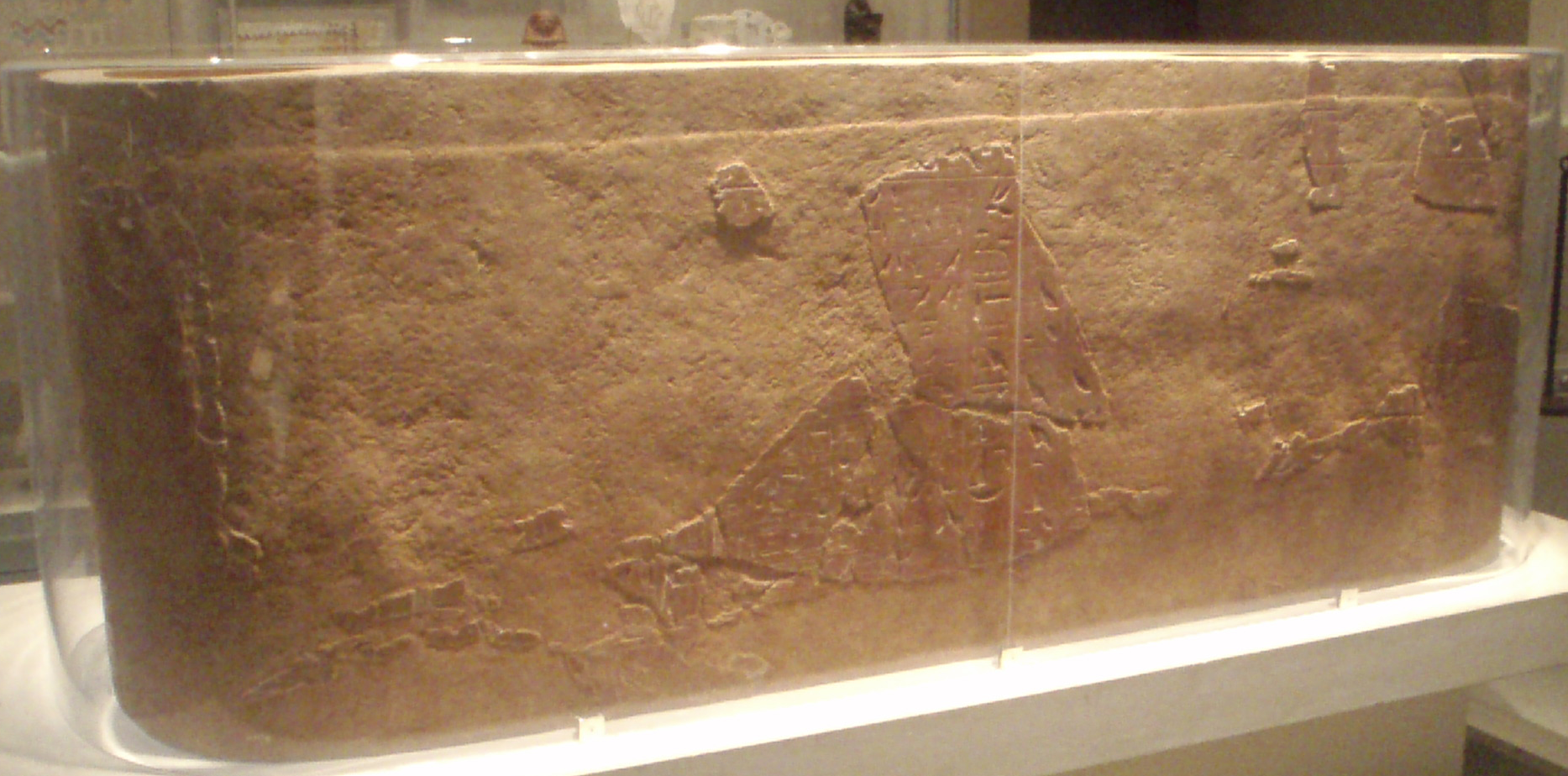
Sarcòfag de Senemut.
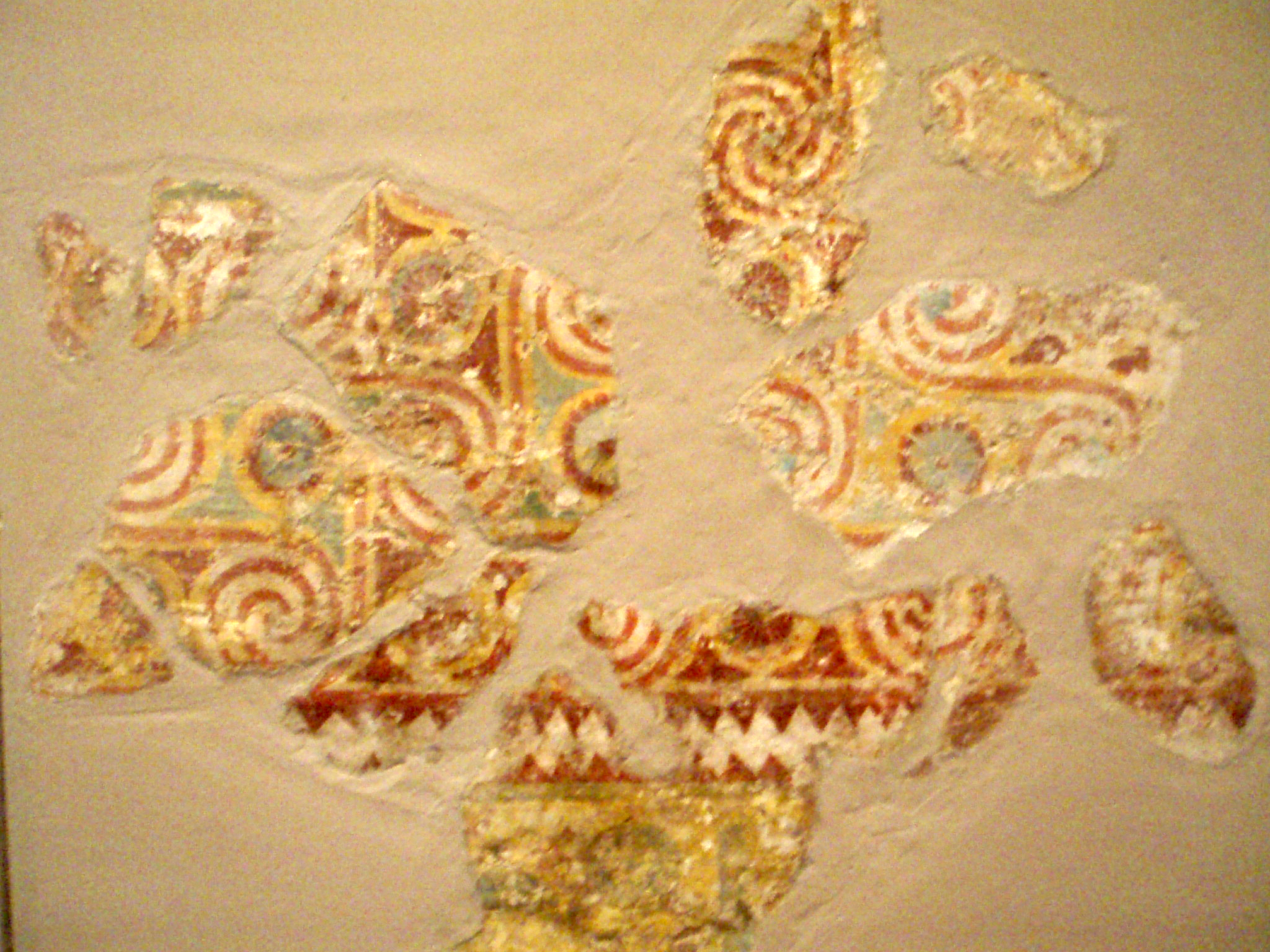
Decoració del sostre pintat de la tomba de Senemut (SAE 71).
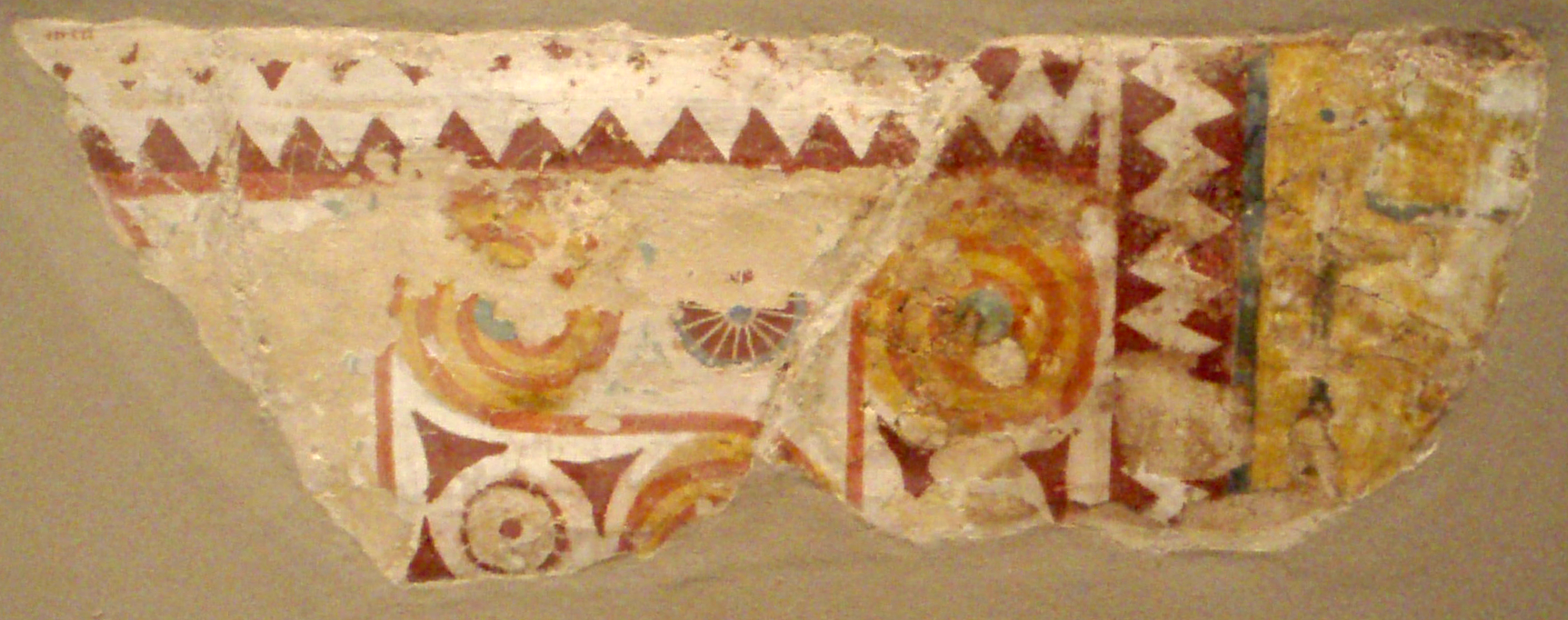
Decoració del sostre pintat de la tomba de Senemut (SAE 71).
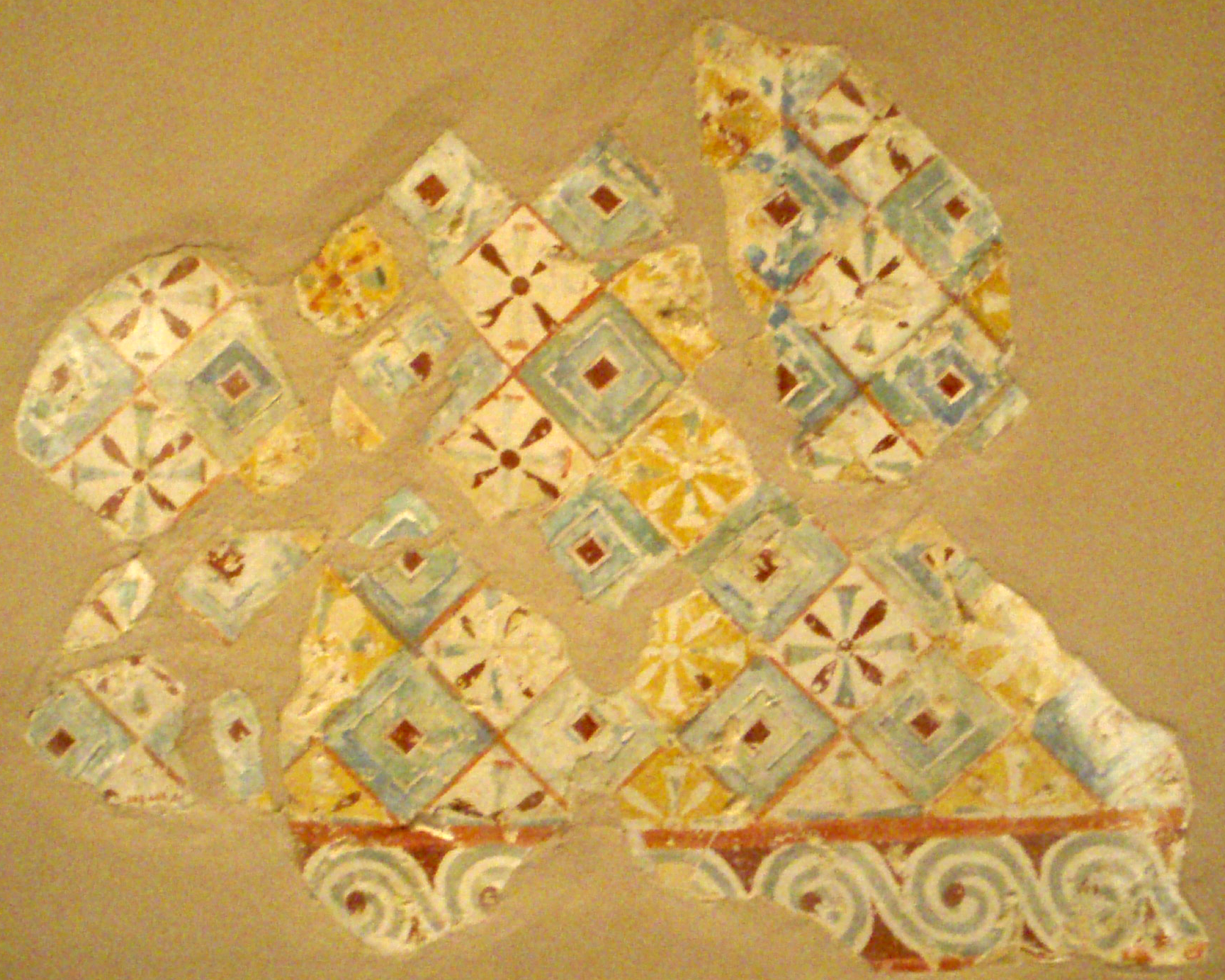
Decoració del sostre pintat de la tomba de Senemut (SAE 71).
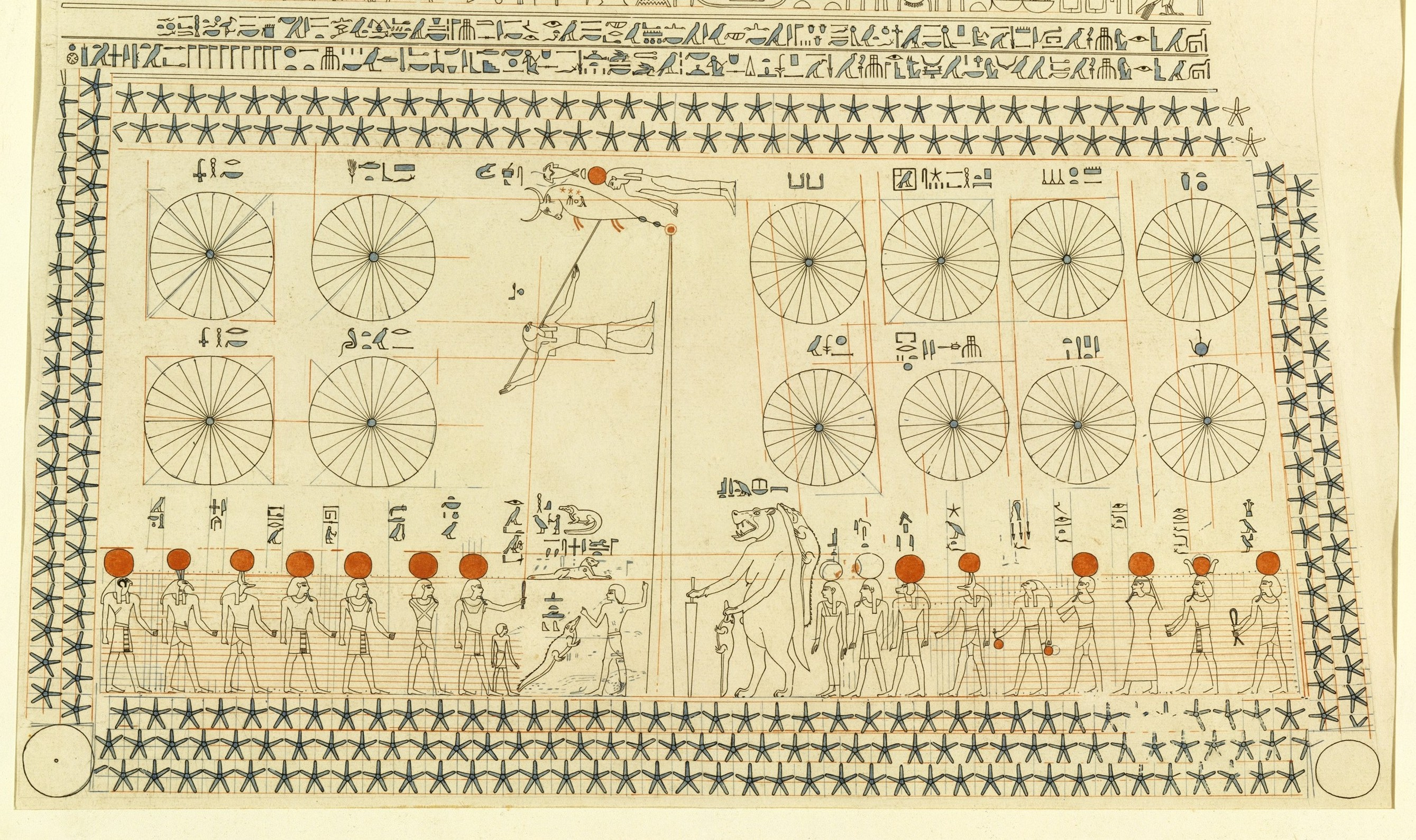
La part inferior d'una carta astronòmica

### Escultures i objectes

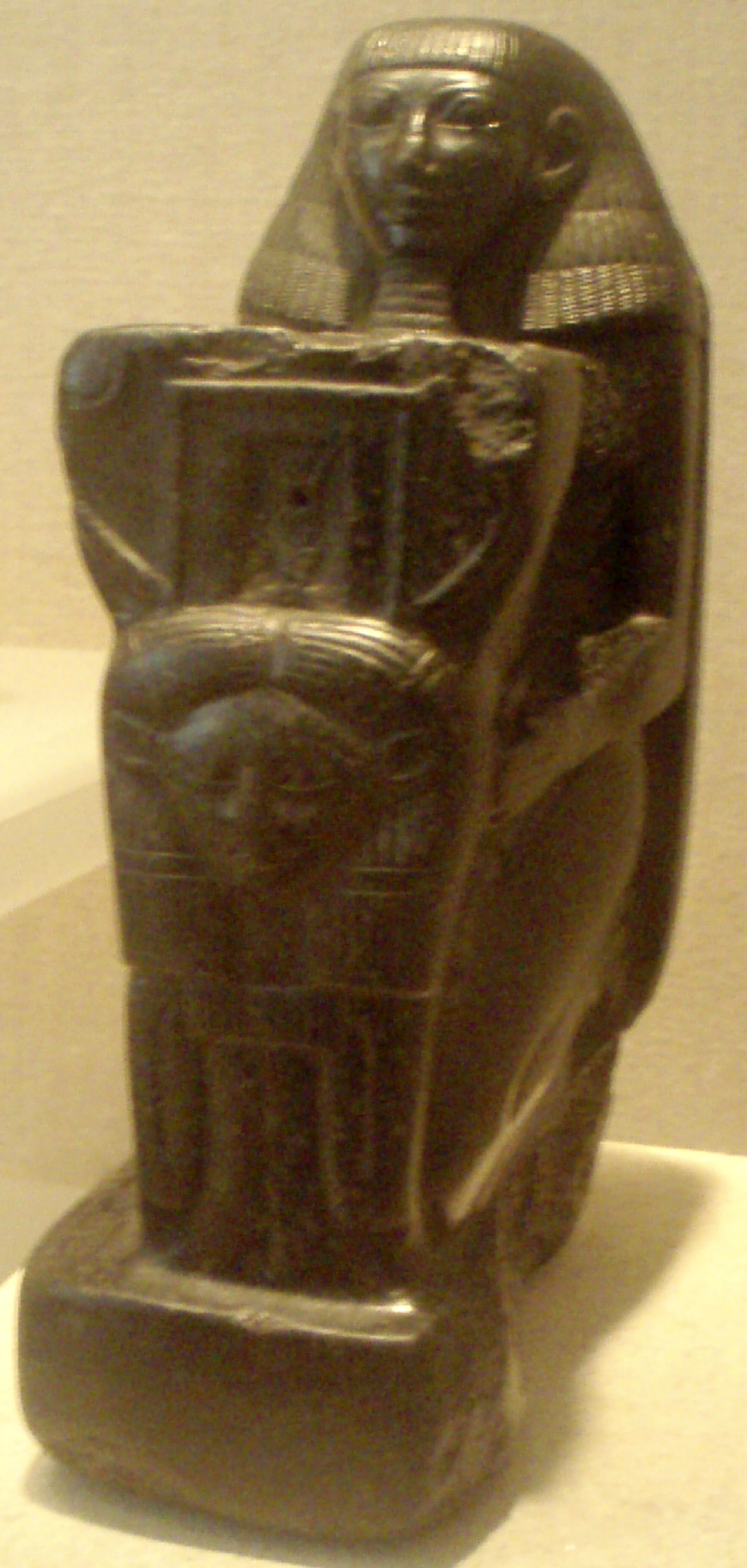
Una estàtua de genolls de Senemut.
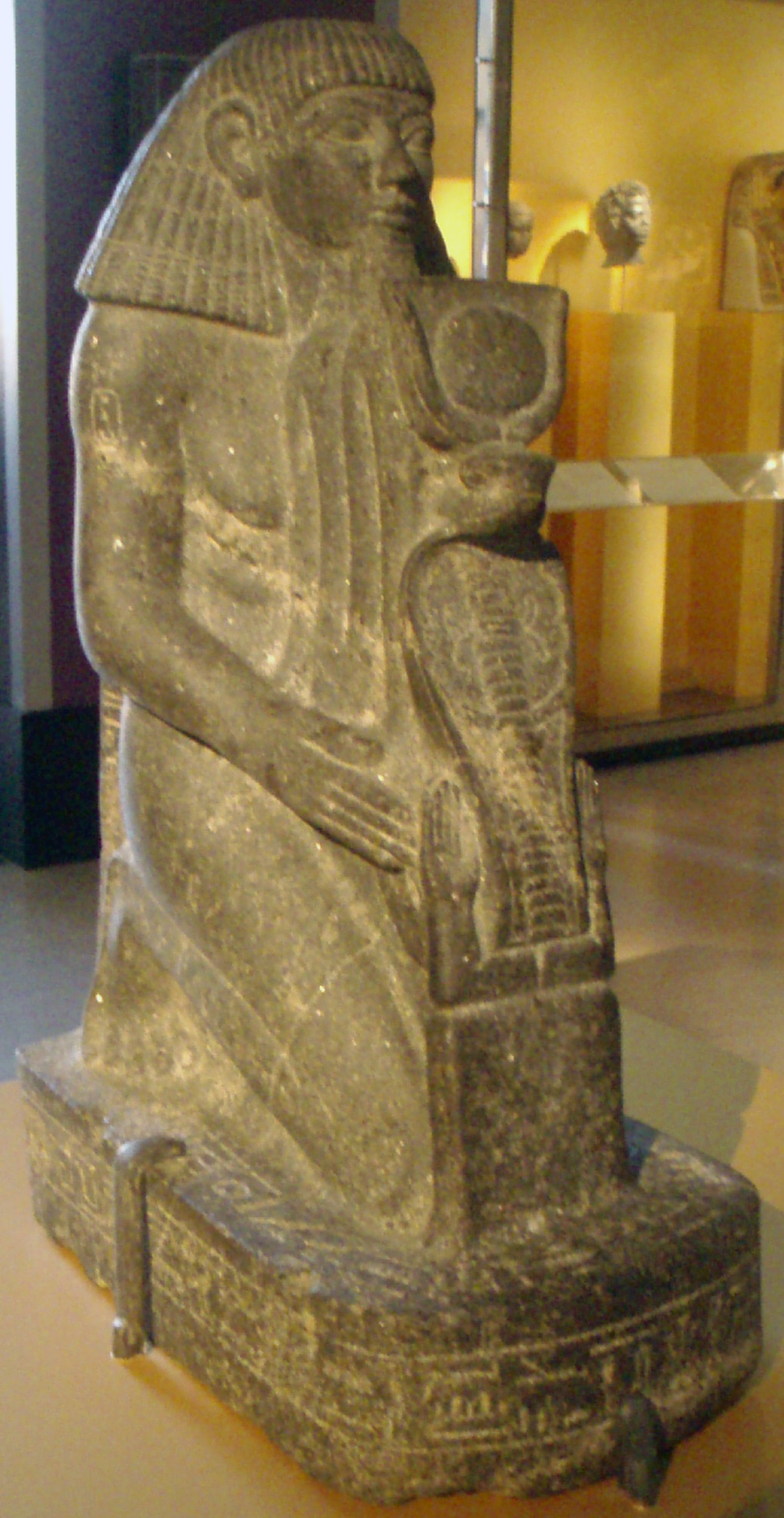
Una estàtua de Senemut de genolls sostenint un "rebus" al nom d'Hatshepsut, que ara resideix al Museu de Brooklyn.
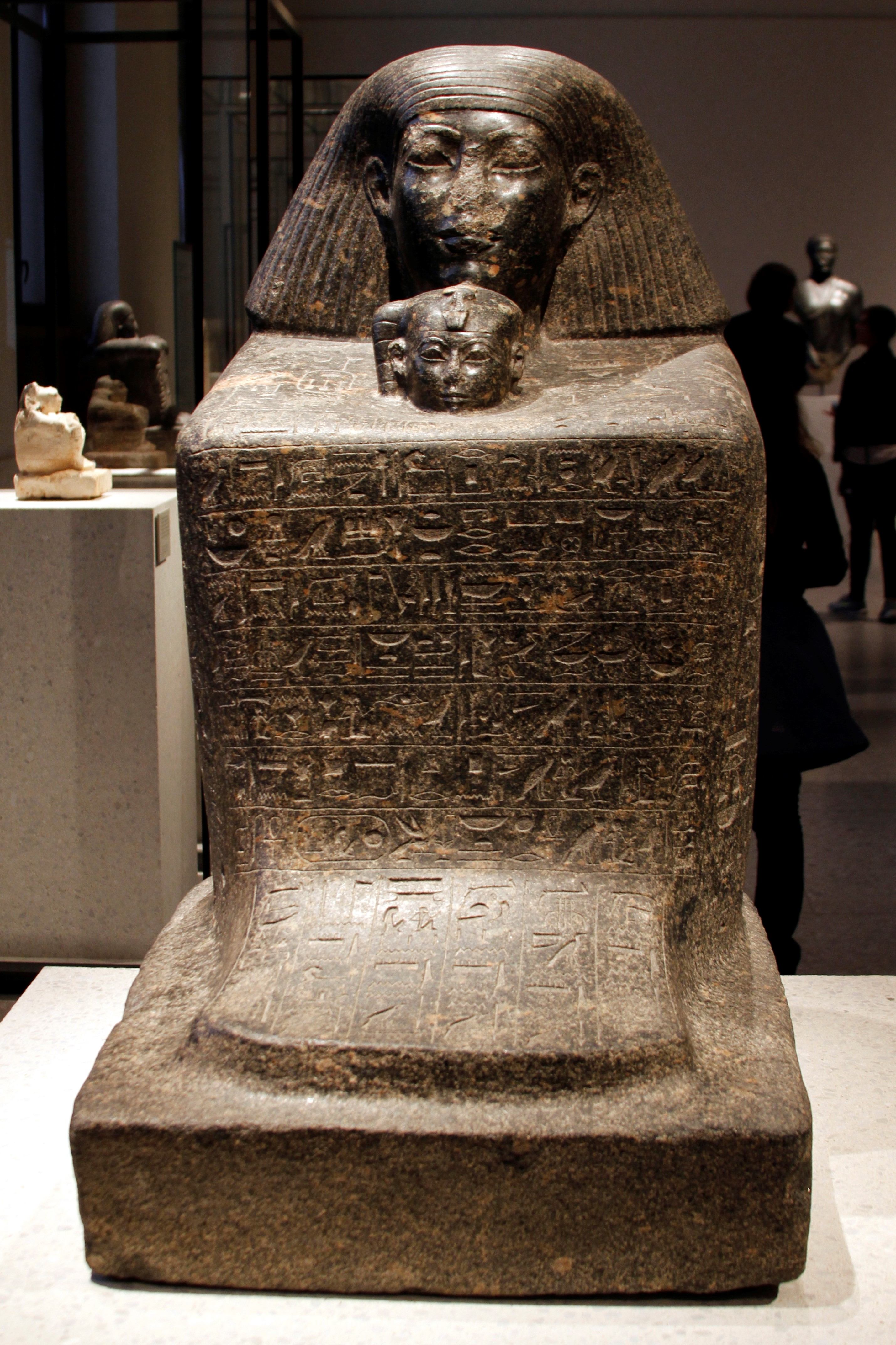
Una estàtua de Senenmut amb el cap de la filla d'Hatshepsut, Neferure, que apareix sota d'ell. Resideix al Museu Egipci de Berlín.
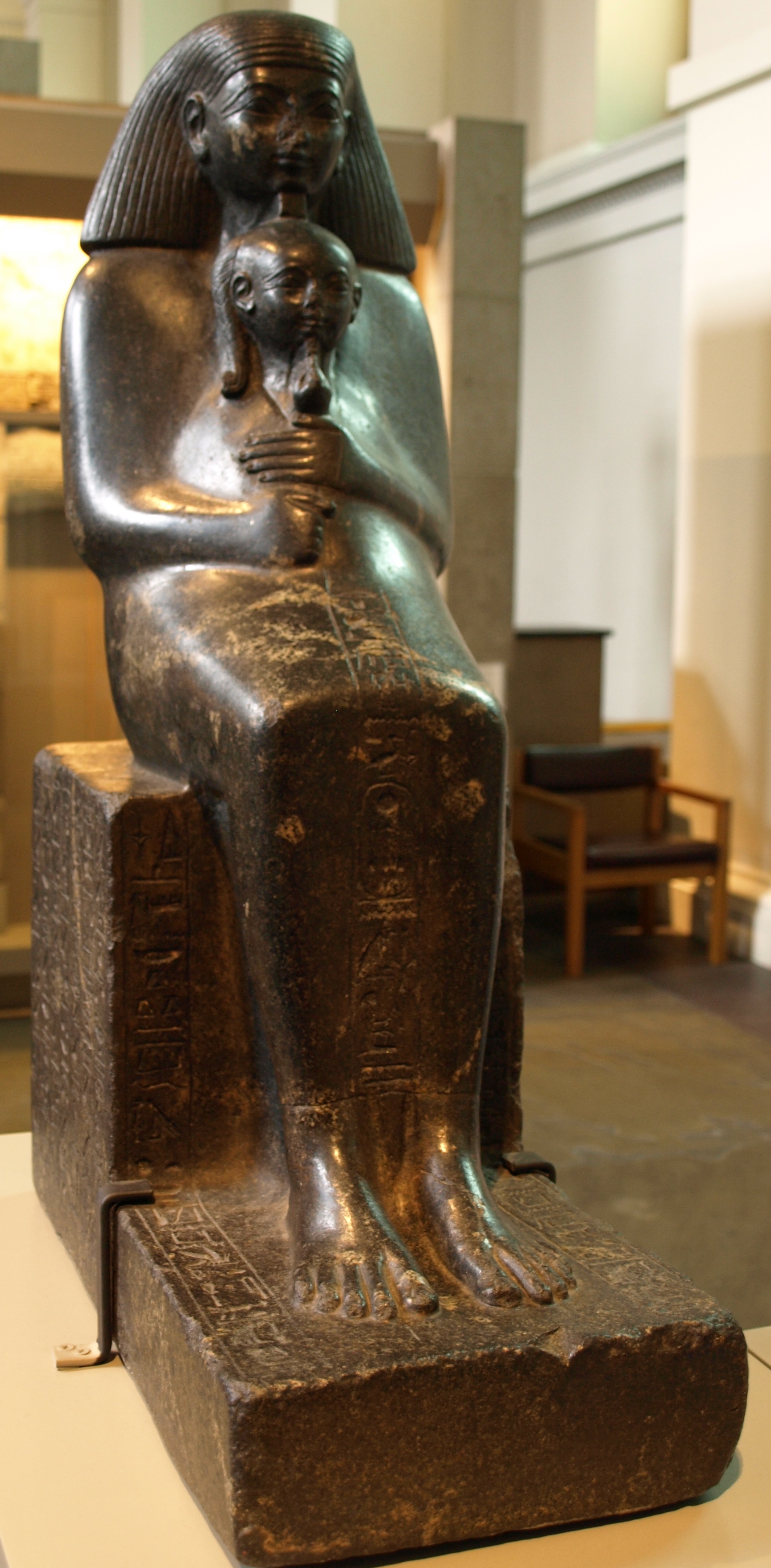
Estàtua de Senemut i Neferura, originària del Temple de Karnak a Tebes, ara en exhibició al Museu Britànic.
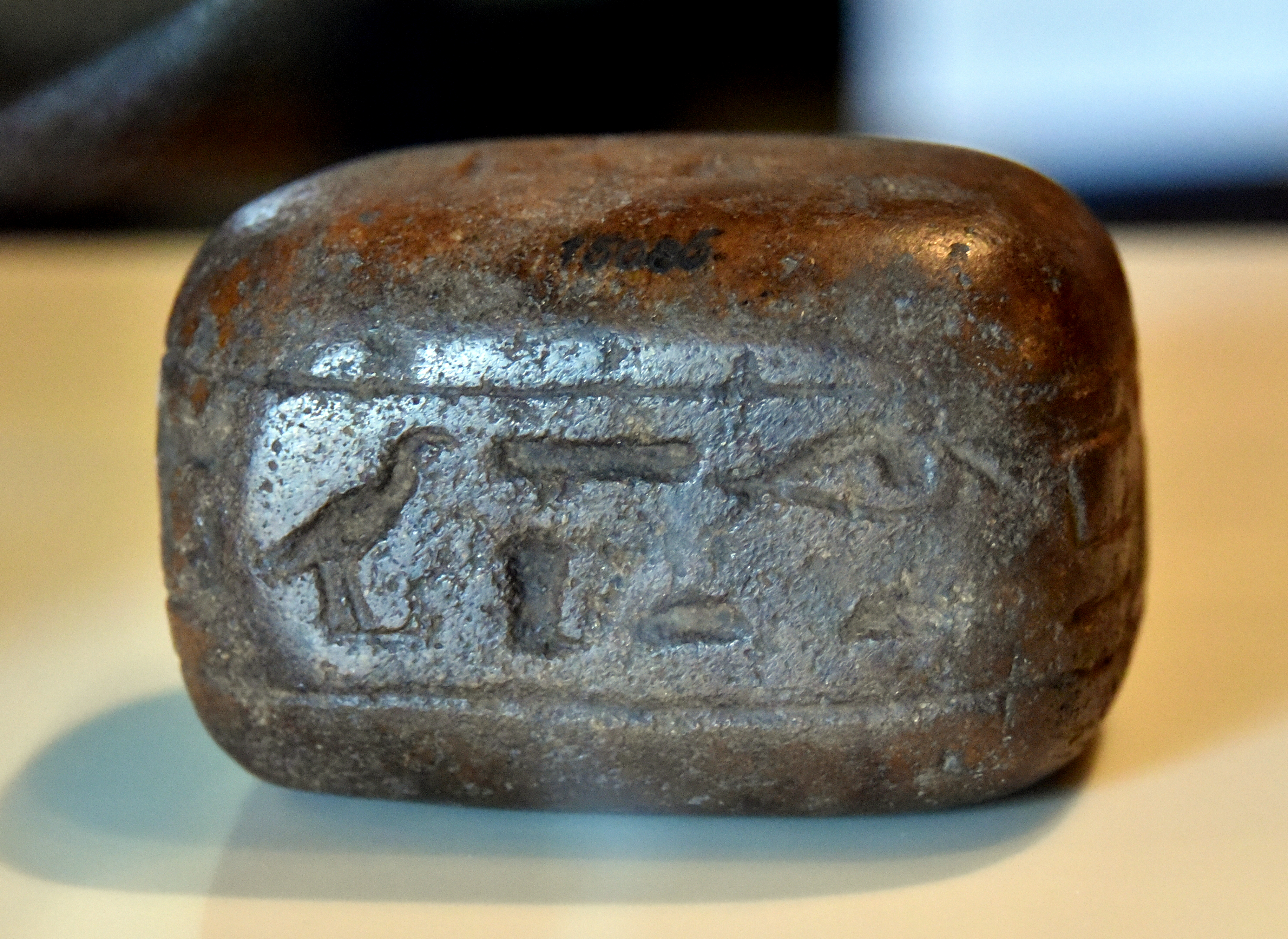
Pedra inscrita amb el nom de Senenmut, de Tebes, Egipte. Nou Imperi, XVIII dinastia, 1497-1458 aC. Neues Museum, Berlín, Alemanya. Quarcita.